# Viktor August Jäger
Viktor August Jäger (* 26. November 1794 in Linsenhofen; † 29. August 1864 in Köngen) war ein evangelischer Pfarrer und Pionier der Blinden- und Taubstummenarbeit.

## Leben
Viktor August Jäger war der Sohn des Pfarrers Jakob Friedrich Jäger (1752–1809) und seiner Frau Charlotte Elisabeth geb. Riecke. In erster Ehe war er mit Friederike Beck († 1834) und in zweiter Ehe mit Charlotte Emilie Wurm, einer Tochter von Jakob Gottlieb Wurm, verheiratet.
Nach dem Abschluss seines Studiums wirkte er 1816 und 1817 in Aalen. 1817 übernahm er die Stelle eines Religionslehrers an der Blinden- und Taubstummenanstalt Gmünd, gleichzeitig war er Hausgeistlicher der Strafanstalt Gotteszell. 1826 wurde er zum Vorstand der Blinden- und Taubstummenanstalt Gmünd ernannt. Zwischen 1817 und 1838 war Jäger Stadtpfarrer in Gmünd, von 1838 bis 1844 Pfarrer in Oberstenfeld und von 1845 bis 1864 in Köngen.

## Schriften
- Ueber die Behandlung, welche blinden u. taubstummen Kindern, hauptsächlich bis zu ihrem achten Lebensjahr im Kreise ihrer Familien und an ihren Wohnorten ueberhaupt zu Theil werden sollte, 1830
- Die biblische Geschichte für taubstumme Kinder, Löflund-Verlag, 1834